# Dycam
La Dycam Model 1 va ser la primera càmera digital portàtil a ser posada a la venda, l'any 1990 per Dycam Inc. Es va comprar per primer cop el desembre de 1991. Tot i que probablement la primera càmera comercialitzada podria haver estat la MegaVision Tessera el 1987, no hi ha prou documentació o informació sobre la veracitat d'aquest fet, és per això que s'associa a la Dycam com la primera.
El New York Times va anomenar-la "the Brownie of the personal computing set".

## Història

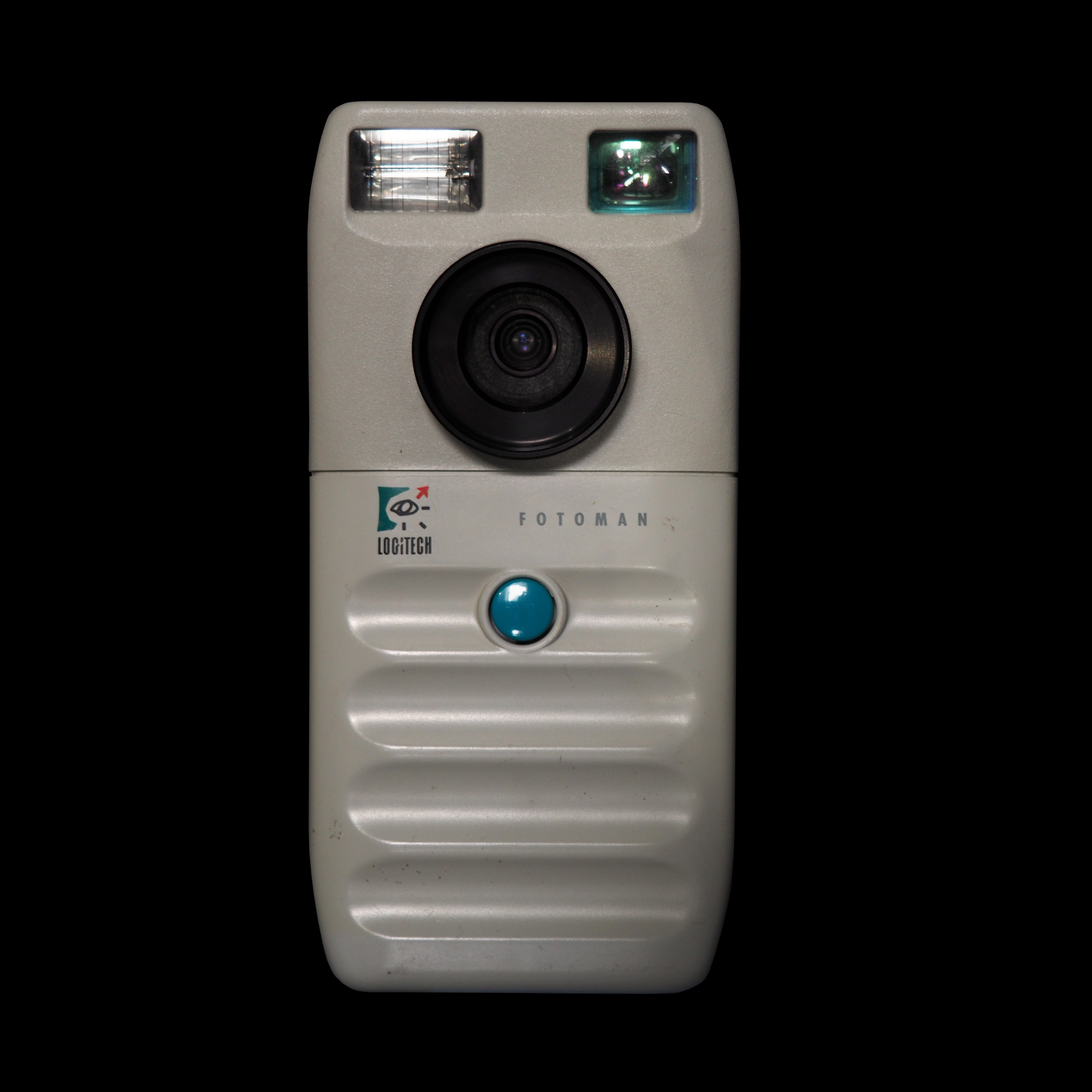
La nova versió anomenada Logitech FotoMan

La primera càmera digital va ser produïda per Kodak aproximadament el 1975, tot i això, no va ser comercialitzada. Sí que va comercialitzar-se la que Canon va treure a mercat el 1986, la RC-701, però aquesta no totalment digital, sinó analògica. És cert que Fujifilm va presentar la DS-1P el 1988, però no ha quedat mai clar si es va arribar a vendre. De fet, si és veritat que es va comercialitzar, només va ser venuda al Japó. Va ser, doncs, la Dycam Model 1 la primera a comercialitzar-se.
Cal dir que, inicialment, la càmera no va triomfar, ja que les fotografies que realitzava eren en blanc i negre, de molt baixa resolució (en concret 320x240) i el preu era realment elevat, $995, que actualment equivalen a uns $2000.
No va tenir un modest èxit fins que va ser llançada de nou en una versió que es va anomenar Logithech Fotoman un any més tard, el 1992. Utilitzava un sensor d'imatge CCD, que emmagatzemava les fotografies digitalment, i un cop connectat a l'ordinador es podien descarregar.
Aquesta nova versió va canviar la carcassa original de color negre per una blanca i es va comercialitzar com a part de l'empresa Logitech (Dycam els va permetre llicenciar la seva tecnologia).
Tot i no trobar gaire compradors, es va vendre prou bé entre els agents immobiliaris i asseguradors.

## Característiques
La Dycam tenia les següents especificacions:
- Imatges de 8 bits (256 tons en escala de grisos)
- Resolució: 0,09Mpx (376x240 píxels)
- 1Mb de RAM
- Emmagatzematge de fins a 32 fotografies (TIFF o PICT).
- Objectiu de 8,5mm (equivalent a 55mm en una càmera de 35mm)
- Diafragma f/4.5
- Temps d'exposició des d'1/30 fins a 1/1000 (1/25 només quan s'utilitza el flaix)
- ~200 ISO (fixa)
- Flaix integrat
- Connexió a un ordinador per cable

Només comptava amb un botó, el disparador, per tant, la càmera no s'encenia ni s'apagava. El flaix s'havia d'activar mitjançant un ordinador perquè tampoc hi havia manera d'escollir si es volia encès o apagat. La bateria durava unes 24 hores, i un cop s'acabava o es retirava, les fotografies es perdien, s'esborraven automàticament, ja que la memòria era volàtil.
Utilitzant la càmera connectada a un ordinador, es poden fer llargues exposicions, podent seleccionar des d'1 segon fins a 640 mil·lisegons.
La càmera no incorpora cap monitor per veure les fotos ni una visualització de la configuració, per això aquesta es comunica mitjançant un conjunt de bips. Per saber què comunicava, hi havia una petita targeta d'interpretació. Per exemple, un bip llarg de to agut seguit d'un bip llarg de to greu significa que la memòria està plena. Un bip curt de to agut, després un bip curt de to greu i després un bip curt de to agut significa que teniu espai per a tres imatges més a la memòria.
En aquest model s'hi podien adaptar mitjançant la rosca de l'objectiu uns conversors de distància focal, un de 0,65x per conseguir una òptica més angular, i un 1,5x per una òptica més teleobjectiu.